# Terence Young
Stewart Terence Herbert Young (Shanghai, 20 juni 1915 – Cannes, 7 september 1994) was een Brits filmregisseur, het best bekend voor het regisseren van drie films in de James Bondserie, Dr. No (1962), From Russia with Love (1963) en Thunderball (1965).
Hij werd geboren in Shanghai en kreeg onderwijs in een privéschool.  Net zoals het personage James Bond, dat hij grotendeels heeft helpen vormgeven op het witte doek, studeerde hij oosterse geschiedenis in St Catharine's College in de Universiteit van Cambridge. Als een tankaanvoerder tijdens de Tweede Wereldoorlog, nam Young deel aan Operatie Market Garden in Arnhem.

## Filmcarrière
Young begon zijn filmcarrière als een scenarioschrijver voor Britse films in de jaren 40, waarbij hij onder andere werkte aan Dangerous Moonlight (1941). In 1946 was hij coregisseur, samen met Brian Desmond Hurst, voor de film Theirs is the Glory, die ging over het gevecht rond de Arnhemse bruggen. Arnhem was toevallig ook de plaats waar Audrey Hepburn opgroeide. Tijdens het filmen van Youngs film, Wait Until Dark, maakten Hepburn en Young grappen over het feit dat hij zijn favoriete ster beschoten had zonder dat hij het wist. Youngs eerste film die volledig op zijn naam kwam was Corridor of Mirrors (Spiegelgang) uit 1948, een bejubelde film die hij draaide in Frankrijk.
Na enkele Engelse films geregisseerd te hebben, begon Young verscheidene films te regisseren voor Irving Allen en Albert R. Broccoli's Warwick Films in de jaren 50, waaronder The Red Beret met Alan Ladd. Young was tevens een redacteur bij Warwick Films. Deze associatie met Warwick Films leidde tot het aanbod voor het regisseren van de eerste twee James Bond films.

### Bond / Young
"Terence Young WAS James Bond" schreef Robert Cotton. Er is weinig twijfel over het feit dat Young aan het profiel van Bond beantwoordde - de erudiete, geraffineerde vrouwenveroveraar, gekleed in maatpakken uit Savile Row, altijd gevat, goed thuis in de wereld van wijn en zich gemakkelijk aanpassend thuis zowel als in het buitenland. Cotton merkte op dat "Zoals Lois Maxwell aanhaalde in een van Connery's vele biografieën; 'Terence nam Sean onder zijn vleugels. Hij ging met hem dineren, hij toonde hem hoe te wandelen, hoe te praten en zelfs hoe te eten.' Sommige acteurs merkten op dat Connery gewoonweg een Terence Young-imitatie neerzette wanneer hij Bond speelde, maar Young en Connery wisten dat ze op het juiste spoor zaten."
Gedurende het filmen van From Russia with Love verdronken Young en een fotograaf bijna toen hun helikopter neerstortte in zee terwijl ze een sleutelscène aan het filmen waren. Ze werden gered door leden van de filmploeg en Young nam plaats achter de camera, amper 30 minuten nadat hij gered werd uit het water.

### Later werk
Young maakte geen films meer die zo populair waren als zijn werk halverwege de jaren 60 waaronder The Amorous Adventures of Moll Flanders met het echtpaar Richard Johnson en Kim Novak, Thunderball en Wait Until Dark met Audrey Hepburn.
Hij maakte veel films in Europa, waaronder The Poppy Is Also a Flower (1965), Triple Cross (1967) - een verhaal van Eddie Chapman met in de hoofdrol Christopher Plummer, Mayerling (1968), L'Arbre de Noel met in de hoofdrol William Holden (1969) en verscheidene films met Charles Bronson waaronder Soleil Rouge, Cold Sweat en The Valachi Papers. Naast zijn bezigheden als regisseur, schreef Young ook mee aan het scenario van Atout coeur à Tokyo pour O.S.S. 117.
Volgens Young zelf werd hem het regisseren van For Your Eyes Only en Never Say Never Again aangeboden, maar hij weigerde.
Young verving ook de oorspronkelijke regisseurs van The Klansman en The Jigsaw Man. Hij voerde de verfilming uit van Sidney Sheldons Bloodline en  Inchon (1981). Young was ook de redacteur van The Long Days, een zes uur durende Iraakse telenovela over het leven van Saddam Hoessein.
Young regisseerde ook Laurence Olivier in Inchon (1981) en The Jigsaw Man (1982). Olivier en Young waren reeds vrienden sinds 1943 toen Olivier hem oorspronkelijk het regisseurschap aanbood van zijn film Henry V, maar Young weigerde.
Zijn vrouw was de romanschrijfster Dorothea Bennett. Hij stierf aan een hartaanval toen hij 79 was in Cannes.

## Filmografie
- 1948: Corridor of Mirrors
- 1948: One Night with You
- 1948: Woman Hater
- 1950: They Were Not Divided
- 1951: Valley of Eagles
- 1952: The Tall Headlines
- 1953: The Red Beret
- 1955: That Lady
- 1955: Storm Over the Nile
- 1956: Safari
- 1956: Zarak
- 1957: Action of the Tiger
- 1958: No Time to Die
- 1959: Serious Charge
- 1960: Too Hot to Handle
- 1961: 1-2-3-4 ou Les Collants noirs
- 1961: Orazi e Curiazi
- 1962: Dr. No
- 1963: From Russia with Love
- 1965: The Amorous Adventures of Moll Flanders
- 1965: The Dirty Game
- 1965: Thunderball
- 1966: The Poppy Is Also a Flower
- 1966: Triple Cross
- 1967: L'avventuriero
- 1967: Wait Until Dark
- 1968: Mayerling
- 1969: L'Arbre de Noël
- 1970: De la part des copains
- 1971: Soleil rouge
- 1972: The Valachi Papers
- 1973: Le guerriere dal seno nudo
- 1974: The Klansman
- 1977:  Foxbat
- 1979: Bloodline
- 1981: Inchon
- 1984: The Jigsaw Man
- 1988: Run for Your Life